# 메일 (애플)
메일(Mail, 보통 애플 메일 혹은 Mail.app으로 불림)은 애플에서 개발한 이메일 클라이언트로, macOS, iOS, watchOS에서 구동된다. 처음 개발된 것은 넥스트 사의 NeXTMail 이었으며, 그후 애플이 넥스트 사를 인수하면서 현재의 자리에 있게 되었다.
메일은 간이 우편 전송 프로토콜을 메시지 보낼때 사용하며, POP3과 마이크로소프트 익스체인지 서버, 그리고 IMAP를 메시지 받는데 사용하며, S/MIME을 종단간 메시지 암호화에 사용한다. 또한 다른 회사의 메일들, 예를 들어 Gmail이라던가, Outlook.com, 아이클라우드 (기존의 모바일미)등의 계정과 더불어 마이크로소프트 익스체인지 서버를 지원한다.

## 역사
Mail은 처음에 NeXTMail로, NeXTSTEP의 이메일 클라이언트로 실리게 된다. 그 후 NeXTSTEP을 고쳐 맥 OS X로 만들었을때, OS와 더불어 애플리케이션들이 같이 개발되게 된다. 랩소디와 여러 초기 릴리즈된 맥 OS X에서는 메일 뷰어로 불러졌으나, 3번째 개발자 릴리즈에서 다시 간단하게 Mail 이란 이름으로 바뀌게 된다.

## 같이 보기
- NeXTMail
- GNUMail